# أوف تو ذا ريسز (أغنية لانا دل راي)
أوف تو ذا ريسز (بالإنجليزية:Off to the Races) (بالعربية: انطلق للسباقات) هي أغنية للمغنية وكاتبة الأغاني الأمريكية لانا دل راي حيث ظهرتْ أولاً في ألبومها الأول ثم أُعيد إطلاق الأغنية في ألبومها الثاني Born To Die وهي مِن كتابة لانا دل راي وتيم لاركومب ومِن إنتاج إيميل هايني وباتريك برغر. أُطلِقتْ الأغنية في بريطانيا في 20 ديسمبر 2011 ثم أُطلِقتْ في هولندا في 6 يناير 2012.

## خلفية
الأغنية مِن كتابة لانا دل راي وتيم لاركومب ومِن إنتاج إيميل هايني وباتريك برغر ومدتها 5:01 وتقوم لانا دِلْ راي بتوظيف تقنية راب في الأغنية إلى جانب إيقاع هيب-هوب كالتي تُستخدمان في أغنية "National Anthem" وأغنية "Diet Mountain Dew"، ووصفتْ مجلة بيتشفورك ميديا الإلكترونية هذه التقنية بأنها ‘‘أقرب للثرثرة’’، تُشير لانا دل راي في كلمات الأغنية إلى رواية لوليتا للكاتب الروسي فلاديمير نابوكوف. انتقد النقاد كلمات الأغنية التي تُظهر لانا دِلْ راي مفتونة وغارقة في دور العلاقة المضطربة والمؤذية مع حبيب خطر. أُطلِقتْ الأغنية في بريطانيا في 20 ديسمبر 2011 ثم أُطلِقتْ في هولندا في 6 يناير 2012 عبر متجر آيتونز كما جرى إطلاق فيديو كليب للأغنية وهو مِن إخراج لانا دل راي ويتشابه مع أعمالها الإخراجية السابقة في فيديو كليب أغنية «Video Games» وغيرها. أدتْ لانا دل راي حفلاً في مدينة مانشستر في بريطانيا حيث غنّتْ الأغنية إلى جانب أغنية «Video Games» وأغنية «Blue Jeans» كما أدتْ لانا دل راي الأغنية خلال جولة الموسيقية المُصاحبة لألبومها Born To Die.